# 斯摩棱斯克省
斯摩棱斯克省（Смоленская губерния）是俄羅斯帝國和蘇聯早期的一個省。包括斯摩棱斯克州、特維爾州西南部和白俄羅斯東部的一部分。面積56,003平方公里，1897年人口1,525,279人。首府斯摩棱斯克。
1708年12月29日建省，是最早的八個省之一。1796年再建省，1929年被併入西部區。